# 欧洲空间研究组织
欧洲空间研究组织（ESRO）是1964年欧洲十国以原先的国际科学机构欧洲核子研究中心（CERN）为基础，成立的旨在共同进行空间科学研究的国际组织。欧洲空间研究组织公约，即该组织的创始文件将其概述为一个专门致力于科学研究的实体，在它存在的大部分时间确是如此，但在欧洲空间局成立前的最后几年，欧洲空间研究组织开始了一项电信领域计划。因此，欧空局并不是一个主要以基础科学研究为重点的实体，而是专注于电信、地球观测和其他应用领域活动。1975年，该组织与欧洲发射装置发展组织（ELDO）合并，组建为欧洲空间局。

## 创建

### 欧洲空间研究筹备委员会
开展欧洲联合空间研究的倡议可追溯至1959年和1960年，由一部分科学家和科学管理者在两位物理学家和科学政治家—意大利人埃多拉多·阿马尔迪（Edoardo Amaldi）和法国人皮埃尔·维克托·俄歇（Pierre Victor Auger）的推动下所发起。阿马尔迪和俄歇对欧洲范围内的科学合作事业都不陌生。事实上，正是他俩在20世纪50年代初欧洲核研究组织欧洲核子研究中心的建立中起到了关键角色的作用:13
现在，随着十年的过去，他们将注意力转向了太空，一切进展很快。在科学家们进行首次正式讨论一年内，欧洲各国政府就组建了一个探索联合空间研究工作可能性的筹备委员会。

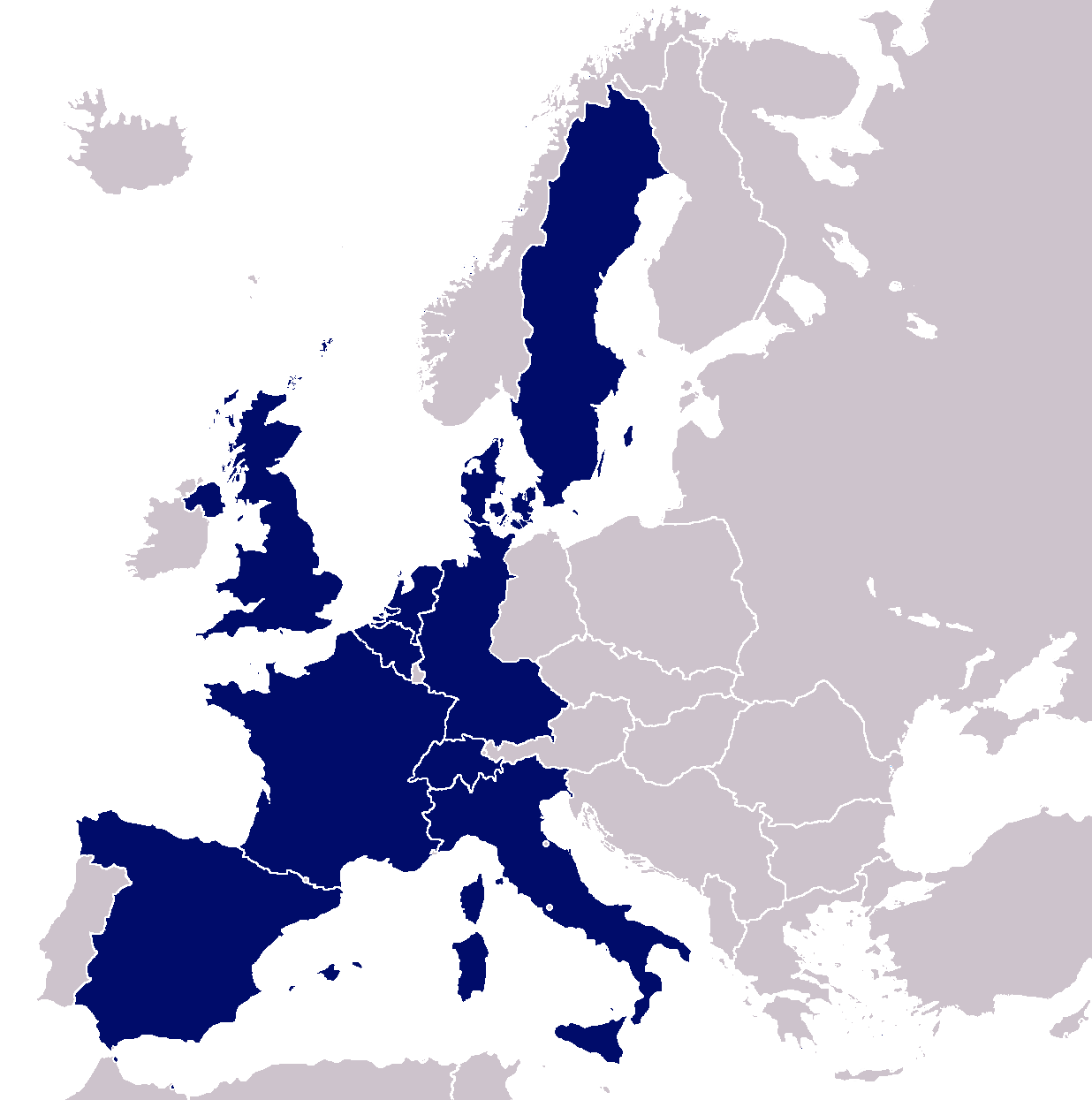
欧洲空间研究组织的十个创始会员国

欧洲空间研究筹备委员会（COPERS）于1961年3月13日至14日在巴黎举行了首届会议，其首要任务是设立必要的机构，以确定该组织的科学规划和必要的基础设施，并编制预算，起草供自愿加入该组织的会员国政府签署的公约。为此，会议第一次选出了首届“主席团”成员：主席哈里·梅西（Harrie Massey）、副主席路易吉·路易吉·布罗格里奥（Luigi Broglio）
和亨德里克·范德赫尔斯特以及执行秘书皮埃尔·俄歇，所有这些人都在1960年的辩论中发挥了重要作用，此外，俄歇还是一位活跃和杰出的欧洲空间科学家。委员会随后设立了两个工作组：
第一个是临时科学和技术工作组，其任务是为未来的空间组织制定科学计划，特别注意其提案涉及的技术和资金问题。来自斯德哥尔摩皇家理工学院的拉梅克·霍尔滕（Lamek Hulthén）被提名为该小组的主席；德国加兴马克斯·普朗克物理学研究所的赖马尔·吕斯特（Reimar Lüst）被任命为协助秘书:41。
第二个是法律、行政和财务工作组，其主席一职最初没有任命，曾有建议由德意志联邦共和国人员来担任这一职务。最后时任欧洲核子研究中心财务委员会主席的巴德·戈德斯堡高级官员亚历山大·霍克（Alexander Hocker）承担了这一任务。所有会员国都将派代表加入这两个工作组，为便利开展工作，这两个工作组有权设立下辖部门:41。

#### 蓝皮书
1961年10月24-25日，在慕尼黑召开了筹备委员会第三次会议，临时科学和技术工作组提交了一份77页概述未来欧洲空间研究组织的《蓝皮书》文件:48，该文件共分为五个部分，每个部分专门讨论以下主题之一： 
1. 欧洲空间研究组织概要；
2. 欧洲空间研究组织的科学计划；
3. 它的技术中心；
4. 数据处理；
5. 发射场和运载工具。

蓝皮书预计，在欧洲空间研究组织公约涵盖的8年时间内，将发射约435枚探空火箭，并成功开发和发射17颗卫星，即11颗小型卫星、4颗太空探测器和2颗大型卫星。并假设一艘成功绕轨飞行的航天器需要两次发射，因此，预算中的卫星和太空探测器发射次数增加了一倍。卫星计划的总费用估计为7.335亿法郎，其中4.5亿法郎用于发射装置和发射操作，2.835亿法郎用于航天器开发。
蓝皮书与其说是一项具体的工作规划，不如说是一则更多展现出目标和期望的宣言。它反映了欧洲科学界重要部门的意愿和希望，而忽视了他们缺乏实现这些意图的能力。将宣言转变为一项真正的行动方案将是一个漫长而艰巨的过程，其结果有时难免令人失望。

## 组织和运作

### 俄歇时代 (1964年–1967年)
欧洲空间研究组织公约于1964年3月20日生效，十个创始国为比利时、丹麦、法国、德意志联邦共和国（西德）、意大利、荷兰、西班牙、瑞典、瑞士和英国，另外两个曾参加早期欧洲空间研究组织活动的奥地利和挪威决定不加入新组织，但保留观察员资格。三天后，哈里·梅西在巴黎主持召开了理事会第一次会议，皮埃尔·俄歇被任命为欧洲空间研究组织第一任总干事。

#### 决策架构
在决策层面（欧洲空间研究组织术语中的“立法”），最高管理机构是由会员国代表团组成的理事会。每个会员国在理事会拥有一票表决权，其代表人数不超过两名，其中一名通常为科学家，另一名代表则是国家科研部门重要官员，国家代表团通常包括一名或多名顾问。理事会的主要任务是确定该组织的科学、技术和管理政策；批准其规划和年度工作计划；确定每年以及随后三年期间的资源水平。理事会将向行政和财务委员会（AFC）和科学与技术委员会（STC）两个下属机构提出咨询。

#### 执行机构
在执行层面，欧洲空间研究组织由设在巴黎的管理局管理，其中包括总干事和负责协助管理的科学总监、技术总监和行政主管各一名。欧洲空间组织对地观测部（ESRIN）、欧洲空间数据中心（ESDAC）和欧洲空间研究组织实验室（ESLAB）主管向科学总监报告；负责欧洲航天研究试验场（ESRANGE）和欧洲太空跟踪站网络（ESTRACK）的欧洲空间研究与技术中心（ESTEC）主管则向技术总监报告。 而最终被称为“执行官”的管理局则负责在既定资金范围内和科学与技术委员会的总体控制下实施已核准的计划，它还被要求对来自科学界并由科学与技术委员会推荐的太空任务提案进行可行性研究，以期最终在计划中采用这些提案。

### 巴尼耶报告及其后果
欧洲空间研究组织成立仅两年后，其结构问题就变得非常突出。到1966年中期，这一问题已攀升至50%，给运营计划带来了巨大压力。为此，理事会成立了一个由巴尼耶（J.H. Bannier）领导的专家组调查并解决这一问题。巴尼耶通过提高执行官无需获得委员会批准即可签订合同的限额，迅速减轻了行政和财务委员会的压力。他通过将一些权力从立法机构转移至管理局，进一步增强了行政部门的作为，但这只是权宜之计。
巴尼耶意识到欧洲空间研究组织的整个架构必须改变，首先，他们强调该组织的执行职能应与政策和规划职能明确分开；其次，就科学计划而言，他们建议在航天器开发和发射后航天器运行之间有一个明确的制度区分。为了实现这些目标，巴尼耶小组建议彻底改变欧洲空间研究组织的最高管理层结构。在巴尼耶看来，科学和技术主管的划分对欧洲空间研究组织这样的机构来说是原则上的错误。为克服这一问题，他建议取消这两个职位，代之以一种新的结构。即管理局由总干事 (DG) 加四名总监组成，其中两名负责制定政策、两名负责政策执行。将在第一级管理层中设立一种新职位，即所谓的计划和规划总监（DPP），其任务是根据不同提案所涉科学、技术、财政和时间要素编制本组织的计划草案；与前瞻性规划有关的管理局第二位成员是行政总监（DA），其任务是制定有未来关人员、财务和合同需求的政策，并组织和实施必要的程序以保持对组织运作的事后控制。管理局中拥有行政权的两个职位将由欧洲空间研究与技术中心和欧洲空间数据中心（ESDAC）主管填补，后者将更名欧洲太空营运中心（ESOC）。至于欧洲空间组织对地观测部，巴尼耶小组认为其研究与该组织的主要活动无关。他们认为，其主管不应是管理局成员，而应直接向总干事报告。

## 设施和单位

### 欧洲空间研究与技术中心
欧洲空间研究与技术中心（ESTEC）将成为欧洲空间研究组织最核心的单位，其职责包括卫星及其有效载荷的工程设计和测试、探测仪器的集成，并为卫星发射作出安排。在某些情况下，会员国将为欧洲空间研究组织制作探测仪器，或作为本国事业来生产这些仪器，并对欧洲空间研究和技术中心的服务提供补偿。在实际运作中，国家组织只是将欧洲空间研究和技术中心直接视作一个服务机构，由欧洲空间研究组织从其预算中支付他们的工作费用。在巴尼耶报告之后，该单位获得了航天器开发的全面执行权，并与欧洲空间研究组织实验室合并，卫星控制中心也移交给欧洲太空营运中心。欧洲空间研究和技术中心原定于荷兰代尔夫特，但由于无法预见的困难，后改至诺德韦克。

### 欧洲空间研究组织实验室
欧洲空间研究组织实验室（ESLAB）的情况也类似，它缺乏作为一个独立机构运作的工作人员，但这并不奇怪，因为欧洲空间研究组织公约以以下方式描述了欧洲空间研究组织实验室的作用：“……理事会认为以必要的最低规模开展联合研究项目[……]完成或补充在会员国所进行的科学研究"。
这意味着欧洲空间研究组织实验室只不过是到访科学家的聚会场所，但后来这一角色得到扩展，作为了国家科研组与欧洲空间研究和技术中心工程组之间的对接单位，并在大型天文卫星项目范围内开展自己的研究。在巴尼耶报告后，欧洲空间研究组织实验室与欧洲空间研究和技术中心合并。

### 欧洲航天研究试验场
1964年，在瑞典基律纳建立了用于发射探空火箭的欧洲航天研究试验场（ESRANGE）。之所以选择这个位置，是因为在极光区进行探空火箭计划非常重要，欧洲空间研究组织需要在北纬地区配备一处距离合适的发射场，而基律纳镇附近通过航空、公路和铁路等进出较为方便。最后，也许是决定性的，欧洲航天研究试验场可能靠近基律纳地球物理观测站（后来更名为瑞典空间物理研究所）。1972年，该发射场的所有权和运营权转让给了瑞典航天公司。

### 欧洲太空跟踪站网络和空间数据中心
空间科学数据处理有两个方面。首先，它需要建立一组能接收到航天器信号的跟踪和遥测站网络（ESTRACK）。该网络包括位于以下地区的四个站点：
- 比利时的雷杜站
- 阿拉斯加的费尔班克斯站
- 挪威的斯匹次卑尔根站
- 福克兰群岛站

其次，它需要一套中央设施来编辑和处理来自跟踪网的信息。该中心最初被称为欧洲空间数据采集中心（ESDAC），基本上是一台或多台大型主计算机，可供其内部工作人员和希望利用它们分析和研究所收到数据的来访科学家和研究员使用。欧洲空间数据采集中心后更名为欧洲太空营运中心（ESOC）。该中心位于德国达姆施塔特。在巴尼耶报告之后，它获得了航天器运行的总体执行权。欧洲太空营运中心主管还负责管理欧洲航天研究试验场和欧洲太空跟踪站网络。

### 欧洲空间研究组织实验室
欧空局地球观测中心(ESLAR)是一所创建于1966年高级研究实验室，主要目的是打破有关欧洲空间研究组织实验室位置的政治僵局。该中心后更名为欧洲空间研究所（ESRIN），总部设在意大利弗拉斯卡蒂。欧洲空间研究组织公约通过以下方式描述了欧洲空间研究所的作用：“……在基础物理和化学方面进行实验室和理论研究，以了解过去并规划未来的空间实验”。该设施从20世纪70年代开始从环境卫星获取数据。

### 欧洲空间研究组织总部
欧洲空间研究组织总部是执行部门所在地，在巴尼耶报告之后，它开始负责政策、规划和事后控制。

## 科研活动
欧洲空间研究组织公约将该组织概括为一个专门致力于太空研究的组织，因此，科研工作是它早期运作的主要领域。随着组织及其能力的成熟，它从严格的科学计划转变为在应用活动领域发挥更大作用的计划。

### 探空火箭

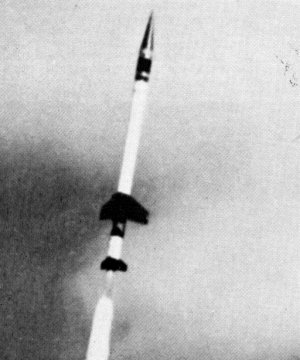
英国云雀的火箭是欧洲空间研究组织使用的主要探空火箭之一。

探空火箭相对便宜、研制周期短，为更雄心勃勃的项目提供了试验台，且失败风险低，这些事实使其成为了新成立欧洲空间研究组织的首个理想项目。
欧洲空间研究组织的前两枚探空火箭是在1964年7月6日和8日从撒丁岛的萨尔托迪基粒靶场（Salto di Quirra range）发射。两枚火箭向电离层释放了所搭载的钡和氨。欧洲航天研究试验场于1966年11月首次发射，从这时起，探空火箭发射次数急剧增加，位于安岛(Andøy)的挪威基地也被用作了发射场。
英国云雀（83枚）和法国半人马（64枚）是该计划使用的主要火箭，此外还采用了美国的阿卡斯（14枚）、法国的公羊（4枚）和龙（2枚）、英国的海燕（1枚）和德国/瑞士的泽尼特（1枚）等火箭。该计划总共监督了168枚探空火箭的发射计划中，平均成功率为75%。在该计划实施过程中，欧洲空间研究组织使用的探空火箭尺寸从2.7米增加到5.55米（长度），有效载荷从140公斤增加到310公斤。
168枚探空火箭中约有一半用于电离层和极光的研究，约四分之一用于大气物理学，其余用于太阳、恒星和伽玛射线研究。虽然发射的火箭数量低于预期，但由于有效载荷能力更高、射程更长，该项目超出了预期。

### 早期卫星计划

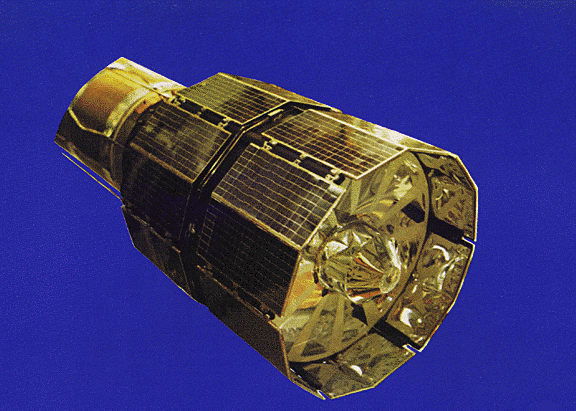
ESRO-2B或彩虹号是首次成功发射欧洲空间研究组织卫星。

蓝皮书预计将发射11颗小型卫星、4颗空间探测器和2颗大型卫星，但主要受资金不足限制，这一目标从未实现。该计划经多次修订，最后仅少数几个项目取得了具体成果。它们是1968年发射的两颗小型非稳定卫星“欧洲空间研究组织1号”（ESRO I）和“欧洲空间研究组织2号”（ESRO II），在发射后分别更名为“极光号”和“彩虹号”；1968年和1972年发射的两颗小型高偏心轨道卫星“赫奥斯-A”（HEOS-A）和“赫奥斯-A2”（HEOS-A2），后更名为“赫奥斯1号”和“赫奥斯2号”；1972年发射的中型稳定卫星“雷神-德尔塔1号”（TD-1）；1972年发射的小型卫星“欧洲空间研究组织4号卫星”（ESRO IV）取代了雷神-德尔塔系列（雷神-德尔塔2号）的第二颗卫星。所有这些都是多重实验卫星，即航天器携带的有效载荷由不同研究小组提供的若干仪器组成。

#### 欧洲空间研究组织1号和2号卫星
它们是两颗小型、不稳定航天器，只搭载了一些测量卫星周围辐射环境的简单仪器，代表了从探空火箭实验中获得经验的直接后继卫星。欧洲空间研究组织1号在探空火箭计划中的创始角色尤为明显，它主要研究极光现象和极地电离层。欧洲空间研究组织2号致力于太阳天文学和宇宙射线领域研究。有时这两颗卫星也分别被称为“欧洲空间研究组织-1A”（或极光号）和“欧洲空间研究组织-2B”（或彩虹号）。 

#### 赫奥斯-A号卫星
首颗“高偏心轨道卫星”，后改名为“赫奥斯-A”主要设计于测量等离子体、磁场和宇宙射线粒子。该项目在费用问题上存在分歧。由于现有的欧洲太空跟踪站网络设计时只考虑了低轨道卫星，因此，不足以跟踪和接收高偏心（逃逸）轨道卫星的数据。解决方案是升级欧洲发射装置发展组织（ELDO）在澳大利亚的设施，并以相对较低的成本进行整合。

#### 雷神-德尔塔计划

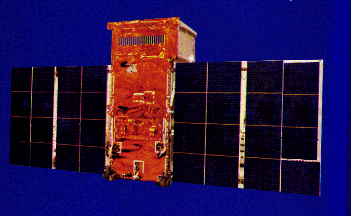
雷神-德尔塔-1A号是欧洲首颗三轴稳定卫星

雷神-德尔塔计划以欧洲空间研究组织当时使用的主力中型发射系统“雷神-德尔塔运载火箭”命名，最初预计将发射3颗卫星：雷神-德尔塔1号（TD-1）、雷神-德尔塔2号（TD-2）和雷神-德尔塔3号（TD-3）。雷神-德尔塔1号致力于恒星天文学，雷神-德尔塔2号致力于太阳天文学，而雷神-德尔塔3号则致力于研究电离层。后为节省资金2和3号卫星被合并，但随后的财政困难和政治分歧导致雷神-德尔塔2/3卫星被放弃。后来，一些预定搭载在该卫星上的实验项目改在“欧洲空间研究组织4号卫星”上进行。

#### 大型天文卫星
大型天文卫星（LAS）将成为一艘轨道天文观测台，其任务是通过使用高分辨率紫外光谱仪提供有关天体的基本知识。该项目始于20世纪50年代末，由于缺乏财政支持和政治争论，最终在1968年被取消。

### 第二代卫星

#### COS-B

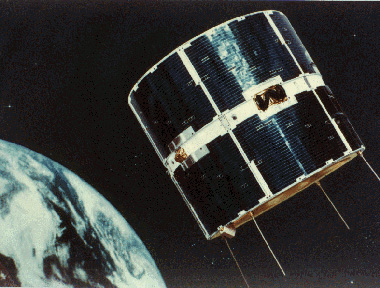
研究宇宙伽马射线的Cos-B卫星

COS-B是欧洲空间研究组织首颗成功的科学卫星，该任务于1960年代中期首次由科学界提出，1969年获得批准，1975年发射升空。在提供了大量有关宇宙伽马射线的科学数据后，于1982年除役，这些数据今天仍在分析中。这是第一颗仅进行一次实验的欧洲空间研究组织卫星 。

#### 吉奥斯卫星
“同步地球轨道卫星”简称“吉奥斯卫星”（GEOS），是一颗专门研究地球磁层的地球同步多重实验卫星，该卫星上的仪器由多家欧洲机构提供。在1977年发射吉奥斯卫星时，运载火箭发生故障，无法抵达计划的轨道。1978年，成功发射搭载有相同探测仪器的改进型卫星，并一直运行对1982年关闭。

### 首笔一揽子交易
这是欧洲空间研究组织会员国在1971年协商的一项政策转变名称，它将大幅减少科研经费，有利于将应用活动的总体预算翻一番。这首先导致行政结构的改变和50%科研人员的裁减。鉴于新的预算环境，发射计划管理咨询委员会 (LPAC)必须在迄今计划的五项任务中选择两项发射任务，它最终选择了简称“赫洛斯号”的“高偏心月球掩星卫星”（后更名为“欧洲X射线观测卫星”）和“星际监视平台-D”（后更名为“国际太阳-地球探索者2号”）项目。

#### 欧洲X射线观测卫星
欧洲X射线观测卫星（EXOSAT）原名“赫洛斯号”（HELOS），运行于1983年5月至1986年4月，在此期间对大部分类别天体的X射线波段进行了1780次观测。

#### 国际日地探索者2号
该卫星是三颗国际日地探索者（ISEE）卫星中的第二颗。该项目是美国宇航局和欧洲空间研究组织（后来的欧空局）的合作项目，旨在研究地磁场和太阳风之间的相互作用。计划使用三颗卫星，一对母子（国际日地探索者1号和2号）卫星和一颗日心轨道卫星（国际日地探索者3号，后更名为国际彗星探测器）。国际日地探索者2号上的仪器设计用于测量电场和磁场特性，该卫星于1977年10月发射，1987年9月再入大气层。国际日地探索者1号（又称探索者56号）和3号由美国宇航局建造，而国际日地探索者2号则由欧空局建造。该卫星载有由100多名科学家组成的同一小组支持的补充仪器，至少有32家机构参与其中，重点是了解磁场。国际日地探索者1号和2号保持在地球附近，而3号探测器进入日心轨道。 

### 第二笔一揽子交易
1973年磋商达成的这项新的欧空研究组织政策赋予该组织全面负责开发欧洲阿丽亚娜运载火箭的职责。该任务委托给了法国国家太空研究中心。第二笔一揽子交易使欧空研究组织能够与美国宇航局在太空实验室项目上进行合作，并管理“马罗茨号”（MAROTS）海上卫星导航项目。该协议也使捐助国的资金筹措更容易和更富有弹性，从而使该组织的总体预算翻了一番。欧空研究组织还根据这些政策指南与美国宇航局一起参与了国际紫外线探测器任务。

## 电信卫星计划
欧空研究组织在1966年底开始朝电信项目迈出了第一步，当时欧洲卫星通信会议要求该组织审查欧洲通信卫星项目的潜力。尽管在这一早期阶段以及随后的5年内进行了研究，但欧空研究组织理事会直到1971年第一笔一揽子交易生效后才批准了研发和开发活动。延迟原因在于该组织僵化的决策结构和当时成员之间存在的不利政治局势。作为1971年政策转变的一部分，这些问题在很大程度上得到了解决，其中：新政策概述了申请项目融资的完全自愿机制。根据首个一揽子协议，欧空研究组织与欧洲邮电管理委员会和欧洲广播联盟合作，在1980年代初期实施一项建立欧洲卫星系统的项目。1975年，欧空研究组织与欧洲发射装置发展组织（ELDO）合并成立欧洲空间局，之后该计划的首颗卫星—轨道测试卫星于1978年成功发射。

## 文献
- 欧空局历史咨询委员会：《1958-1987年欧洲空间局历史》，第1卷：欧洲空间研究组织和欧洲发射装置发展组织的故事（=欧空局特别出版物1235）。欧洲航天局 2001年，ISBN 92-9092-536-1，ISSN|1609-042XX